# Clementina Hawarden
Clementina Maude, vicomtesse Hawarden, née Clementina Elphinstone Fleeming le 1er juin 1822 et morte le 19 janvier 1865, communément connue sous le nom de Lady Clementina Hawarden,, est une photographe portraitiste amateure anglaise de renom, de l'époque victorienne. Elle produit plus de 800 photographies, essentiellement de ses filles adolescentes,.

## Biographie

### Jeunesse et famille
Née Clementina Elphinstone Fleeming, le 1er juin 1822 à Cumbernauld House, elle est la troisième des cinq enfants de l'amiral Charles Elphinstone Fleeming (en) (1774-1840) et de sa femme Catalina Paulina Alessandro (1800-1880),. Elle grandit en Écosse et en Angleterre. Sa famille déménage à Londres en 1842.
En 1845, elle épouse Cornwallis Maude, 4e vicomte Hawarden. Elle et son mari ont dix enfants, deux garçons et huit filles, dont huit survivent jusqu'à l'âge adulte.

### Photographie
Elle se tourne vers la photographie à la fin de 1856 ou, probablement, au début de 1857, alors qu'elle vit dans le domaine familial à Dundrum, Co. Tipperary en Irlande. Un déménagement à Londres en 1859 lui permet d'installer un studio dans son élégante demeure de South Kensington. C'est là qu'elle prend bon nombre des portraits caractéristiques dont on se souvient principalement d'elle. Nombre d'entre eux comprennent ses filles adolescentes Isabella Grace, Clementina et Florence Elizabeth. Le mobilier et le décor caractéristique d'une maison londonienne de classe supérieure sont enlevés afin de créer des images de mise en scène et des poses théâtrales au premier étage de sa maison. Hawarden produit des papiers albuminés à partir de négatifs au collodion sur plaque humide, une méthode couramment utilisée à l'époque.
La vicomtesse Hawarden expose pour la première fois à l'exposition annuelle de la Photographic Society of London en janvier 1863 et est élue membre de la Société en mars suivant. Son travail est largement acclamé pour son excellence artistique, ce qui lui vaut la médaille de composition à l'exposition.
Lors d'une grande fête et d'un bazar organisés pour recueillir des fonds pour un nouveau bâtiment de l'École royale féminine d'art, elle installe un kiosque où elle photographie des invités, la seule occasion connue où elle prend des photos en public. Lewis Carroll, un admirateur de son travail, amène deux enfants pour être pris en photo sur ce kiosque et achète les photos qui en sont tirées.
Son travail est souvent comparé à celui de Julia Margaret Cameron, photographe aristocrate, bien que leur esthétique soit très différente[réf. nécessaire]
Ses années photographiques sont brèves mais prolifiques. Hawarden produit plus de 800 photographies entre 1857 et sa mort subite en 1864. Lady Hawarden s'est concentrée sur ses enfants. Il n'y a qu'une seule photographie dont on pense qu'elle représente la vicomtesse elle-même, mais il pourrait aussi s'agir d'un portrait de sa sœur Anne Bontine.
Une collection de 775 portraits est offerte au Victoria and Albert Museum  de Londres en 1939 par la petite-fille de Hawarden, Clementina Tottenham. Les photographies sont détachées, ou découpées, d'albums de famille. C'est ce qui explique les coins déchirés ou rognés qui sont aujourd'hui considérés comme une marque de fabrique de l'œuvre de Hawarden.
Carol Mavor (en) écrit beaucoup sur la place de l'œuvre de Hawarden dans l'histoire de la photographie victorienne. Elle déclare : « Les photos de Hawarden soulèvent d'importantes questions de genre, de maternité et de sexualité en ce qui concerne l'attachement inhérent de la photographie à la perte, la duplication et la réplication, l'illusion et le fétichisme ».

### Mort
Elle meurt d'une pneumonie, le 19 janvier 1865 à Londres. Elle est honorée par Rejlander dans le British Journal of Photography, qui croyait que dans son travail « elle visait une vérité élégante et, si possible, idéalisée ».

## Expositions
- 13 février - 29 avril 1990 : Un photographe victorien : Lady Hawarden 1822-1865, Musée d'Orsay, Paris[16],[17],[18].

## Galerie

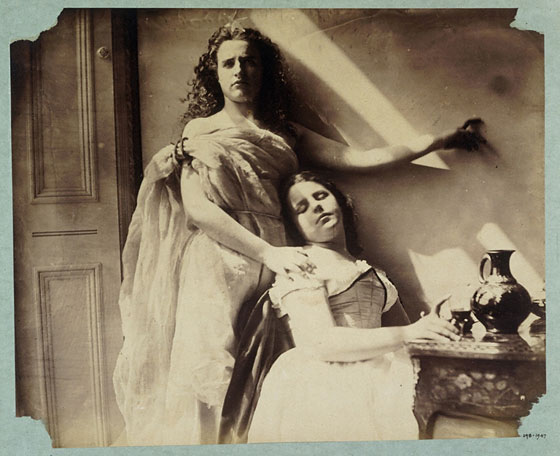
Photographie de 1863.
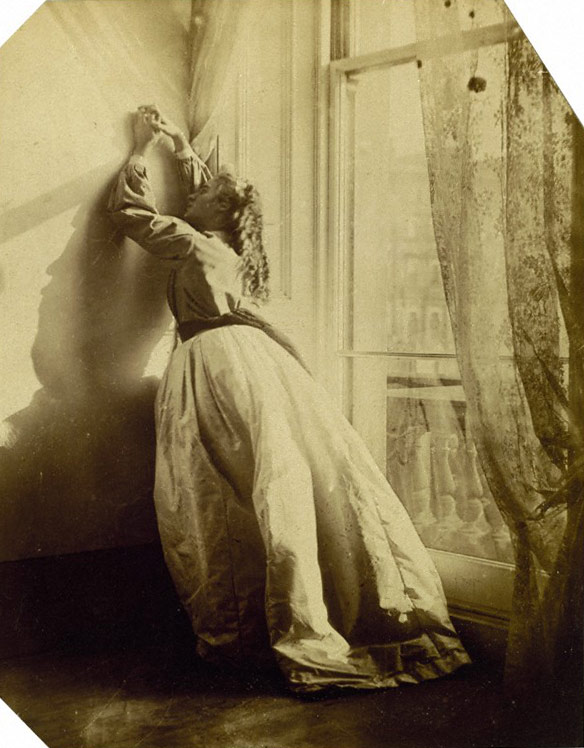
Photograpise prise au 5 Princes Gardens, South Kensington, à Londres, en 1862. Épreuve à l'albumine à partir d'un négatif au collodion humide sur verre.
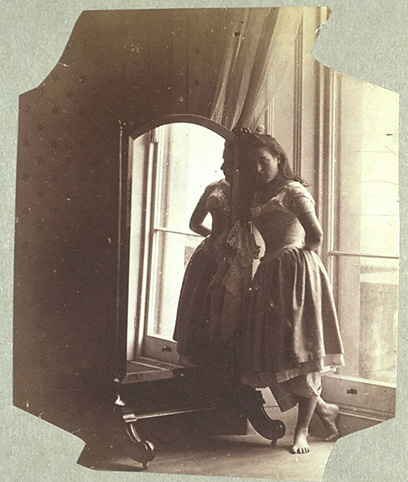
Au miroir, 1862-1863.
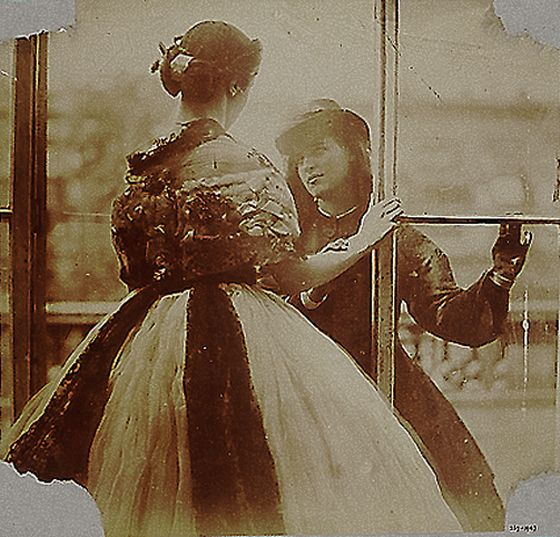
Photographie prise vers 1850.
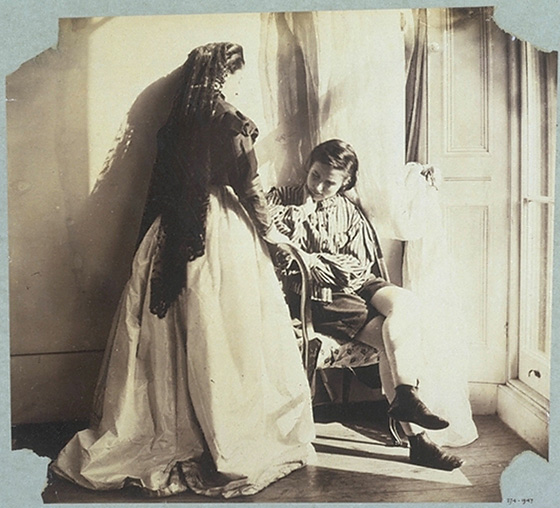
Clementina Hawarden et sa fille Isabella, vers 1861. Épreuve à l'albumine à partir d'un négatif au collodion humide sur verre.
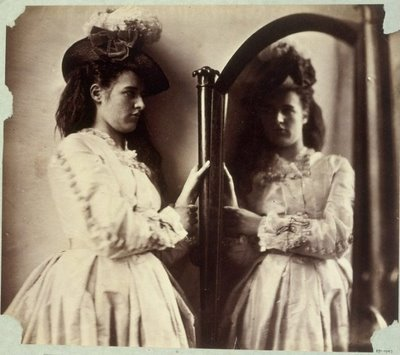
Photographie prise vers 1850..